# Myxobolus raibauti
Myxobolus raibauti is een microscopische parasiet uit de familie Myxobolidae. Myxobolus raibauti werd in 1997 beschreven door Fall, Kpatcha, Diebakate, Faye & Toguebaye. 